# Spathobatis
Spathobatis è un genere di pesci cartilaginei estinti, vissuto tra il Giurassico inferiore e il Cretaceo inferiore (Toarciano - Albiano, circa 185 - 105 milioni di anni fa). I suoi resti fossili sono stati ritrovati in varie zone d'Europa. È considerato uno dei più antichi esempi di razze.

## Descrizione
Benché molto antico, questo animale era sorprendentemente simile agli attuali pesci chitarra (gen. Rhinobatos), dal corpo appiattito e ampio, ma relativamente allungato. Gli occhi e gli spiracoli, come nelle razze odierne, erano collocati in cima alla testa, mentre la bocca e le branchie risiedevano nella parte ventrale della testa. Le pinne pettorali erano molto ampie e grandi, e la coda era allungata. Caratteristiche distintive di Spathobatis erano i denti appiattiti e un muso allungato e sottile verso la punta.

## Classificazione

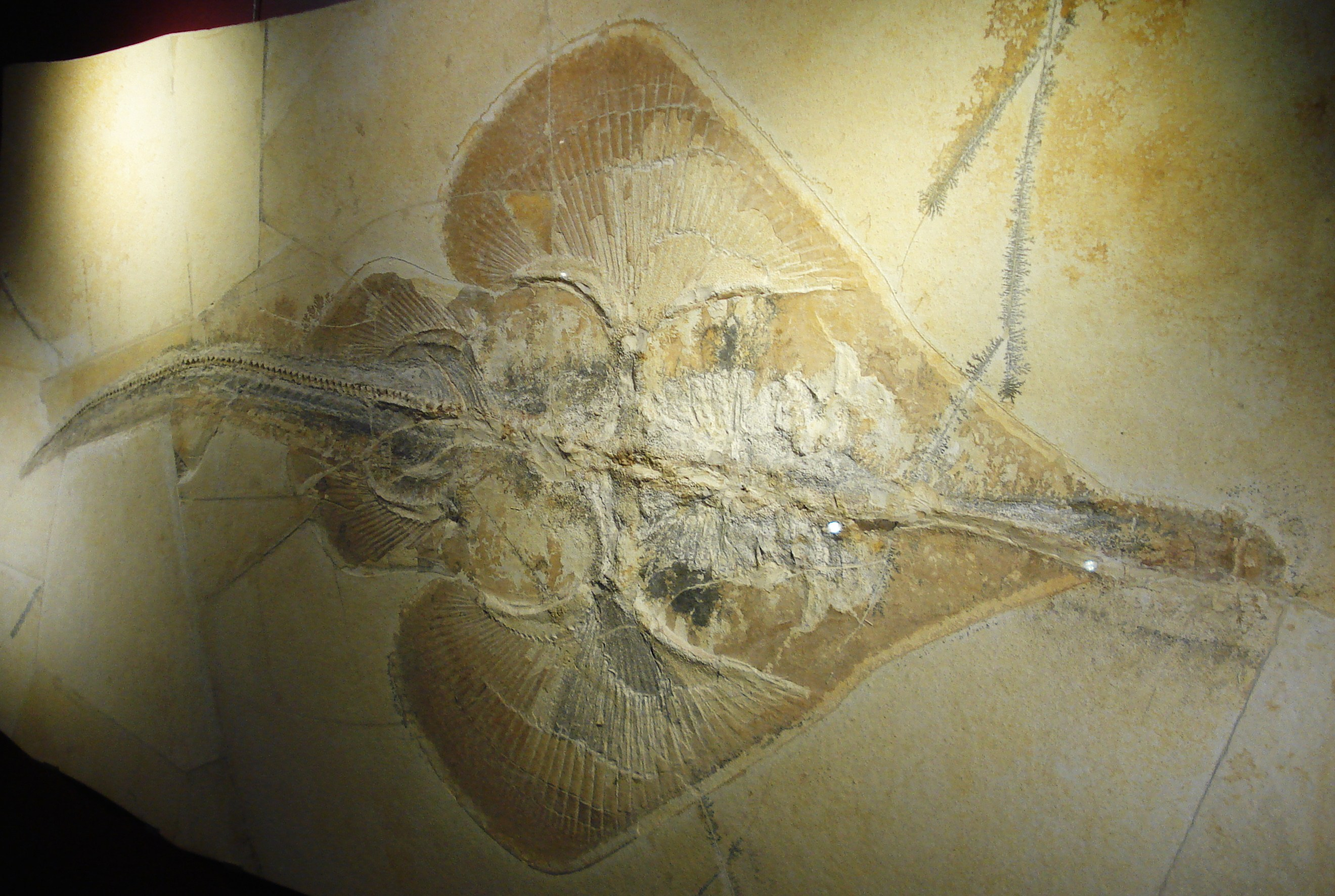
Fossile di Spathobatis (Aellopos) bugesiacus proveniente dalla Germania. In evidenza il rostro allungato

Questo genere di pesci cartilaginei è stato descritto per la prima volta da Thiolliere nel 1854 in strati del Giurassico superiore francese. In seguito, numerosi altri esemplari di Spathobatis sono stati ritrovati in varie zone d'Europa. La specie tipo (e la più conosciuta) è Spathobatis bugesiacus, nota principalmente in Inghilterra (Dorset), Francia (Čerín) e Germania (Solnhofen) in strati del Kimmeridgiano/Titoniano. Altre specie includono l'antica S. moorbergensis del Toarciano e S. halteri, più recente (Albiano). Il genere Spathobatis è considerato vicino alla famiglia Rhinobatidae, comprendente gli attuali pesci chitarra, ma è stato accostato anche agli estinti Sclerorhynchidae, simili a pesci sega. Un sinonimo di Spathobatis è Aellopos.

## Stile di vita
La forma del corpo piatta e le ampie pinne pettorali suggeriscono che Spathobatis si muovesse come le attuali razze e i pesci chitarra, in prossimità del fondale marino, alla ricerca di cibo. Si suppone che il cibo fosse costituito da molluschi con guscio duro, come indicato dai denti adattati a una dieta durofaga. Il muso allungato era probabilmente utile per sondare il fondale fangoso del mare.